# Комуркі
Комуркі (пол. Komórki) — село в Польщі, у гміні Далешиці Келецького повіту Свентокшиського воєводства.
Населення — 436 осіб (2011).
У 1975-1998 роках село належало до Келецького воєводства.

## Демографія
Демографічна структура на день 31 березня 2011 року:
|          | Загалом | Допрацездатний вік | Працездатний вік | Постпрацездатний вік |
| -------- | ------- | ------------------ | ---------------- | -------------------- |
| Чоловіки | 219     | 43                 | 157              | 19                   |
| Жінки    | 217     | 56                 | 121              | 40                   |
| Разом    | 436     | 99                 | 278              | 59                   |